# Greg Coleman
Gregory Jerome Coleman (Jacksonville, 9 settembre 1954) è un ex giocatore di football americano statunitense che ha militato nel ruolo di punter nella National Football League (NFL).

## Carriera
Al college Coleman giocò a football a Florida A&M. Fu scelto nel corso del quattordicesimo giro (398º assoluto) del Draft NFL 1977 dai Cleveland Browns. L'anno seguente passò ai Minnesota Vikings, con cui giocò fino al 1987. Disputò l'ultima stagione in carriera nel 1988 con i Washington Redskins. Uno dei pochi punter afroamericani della storia della NFL, Coleman era noto per la sua notevole velocità (per un giocatore nel suo ruolo), mettendo spesso in apprensione le difese avversarie per la possibilità che fintasse i suoi punt e guadagnasse un primo down su corsa.

## Palmarès
- Formazione ideale del 25º anniversario dei Minnesota Vikings
- Formazione ideale del 40º anniversario dei Minnesota Vikings

## Vita privata
Il cugino, Vince Coleman, ha giocato come esterno nella Major League Baseball.